# Balança comercial
Em contabilidade nacional, a balança comercial resulta da agregação da balança de bens e de serviços, ambas componentes da balança corrente. A balança comercial regista, portanto, as importações e as exportações de bens entre os países. Consequentemente, podemos expressar o saldo da balança comercial da seguinte maneira:
{\displaystyle \operatorname {\text{Saldo da balança comercial}} ={\text{Exportações}}-{\text{Importações}}}
Quando as importações são menores que as exportações regista-se um superavit na balança, e no caso contrário registra-se um deficit. Normalmente, uma balança comercial deficitária implica uma balança corrente também deficitária, pois balança comercial é comumente a componente com maior peso na balança corrente. Contudo, o deficit comercial pode ser compensado com os superavits das restantes balanças correntes. Tal foi o caso de Portugal durante grande parte da segunda metade do século XX com as remessas dos imigrantes, que são contabilizadas na balança de transferências correntes.
A razão entre as exportações e importações dá-nos a taxa de cobertura das importações pelas exportações, ou, simplesmente, taxa de cobertura. Esta taxa indica-nos em que percentagem as exportações pagam as importações.
{\displaystyle \operatorname {\text{Taxa de cobertura}} ={\frac {\text{Exportações}}{\text{Importações}}}*100\%}